# 布帕兰寺 (曼谷)

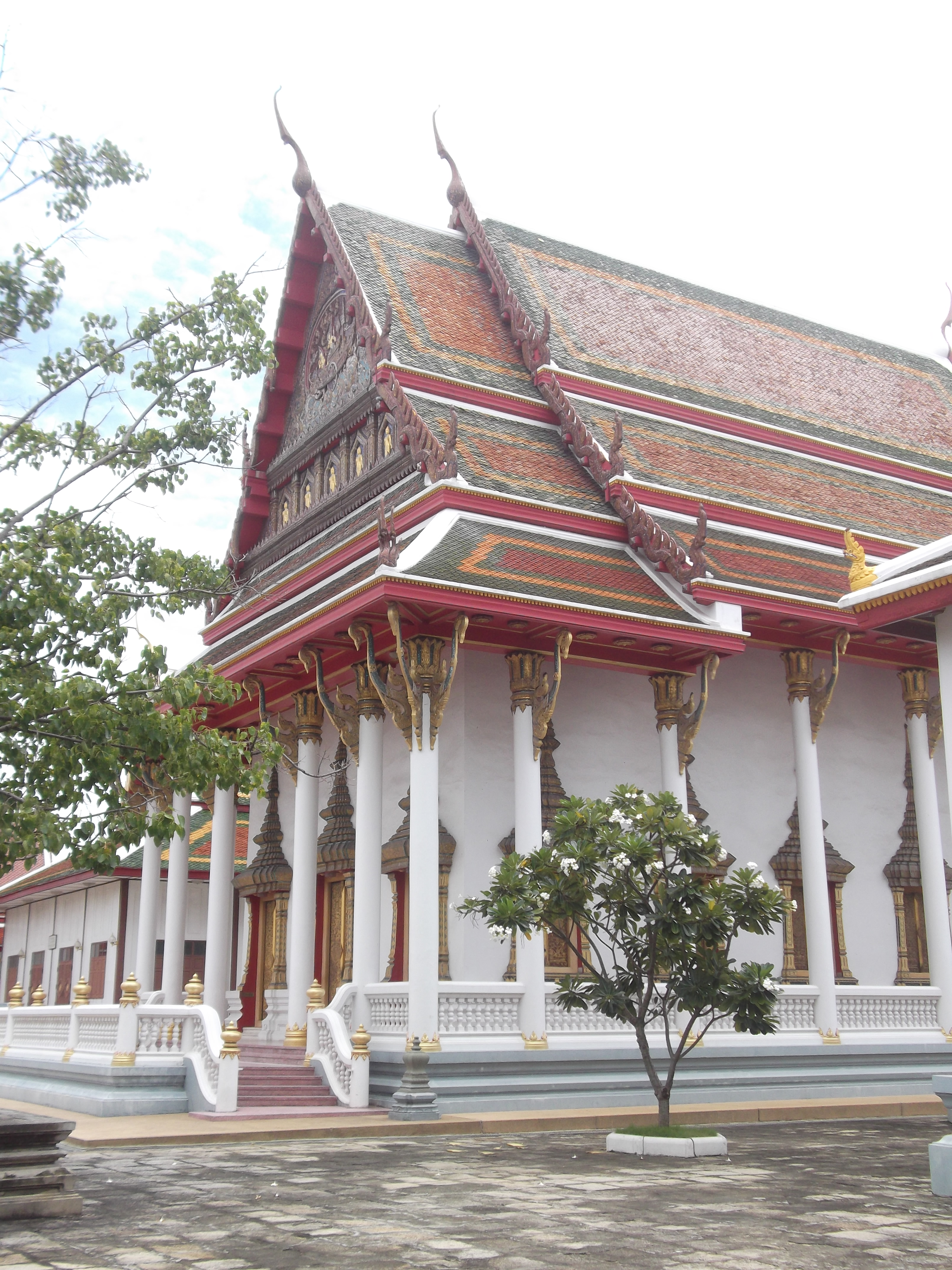
布帕兰寺

布帕兰寺是一座位于泰国曼谷吞武里越干拉耶区的寺庙。在阿育他亚王朝时期被称作花神寺，建庙者不详。